# Fagonia paulayana
Fagonia paulayana är en pockenholtsväxtart som beskrevs av Wagner & Vierh.. Fagonia paulayana ingår i släktet Fagonia och familjen pockenholtsväxter. Inga underarter finns listade i Catalogue of Life.